# Keep It Movin’
Keep It Movin' – drugi oraz dotychczas ostatni album wydany przez hip-hopowy duet Ill Al Skratch. Premiera albumu stworzonego przez wytwórnię filmową Warner Bros. odbyła się 2 kwietnia 1997 roku.

## Lista utworów
1. „Keep It Movin'” (1:07)
2. „Me & the Click” (3:54)
3. „Get Down” (3:43)
4. „Yo Love” (4:05)
5. „Yeah 1, 2” (3:38)
6. „Stick-N-Move” (3:53)
7. „Gamin” (5:07)
8. „Dance Wit' Me / After the Dance” (5:23)
9. „Where Ya At?” (4:34)
10. „Get Your Swerve On” (4:10)
11. „Can You Feel It?” (3:24)
12. „Bak ta Bak” (3:42)